# Record du Maroc de natation dames du 50 mètres brasse
Cet article présente l'évolution du record du Maroc de natation dames du 50 mètres brasse.

## Bassin de 50 mètres
| Temps   | Athlète       | Naissance | Âge | Club         | Compétition            | Lieu        | Date          |
| ------- | ------------- | --------- | --- | ------------ | ---------------------- | ----------- | ------------- |
| 33 s 28 | Sara El Bekri | 1987      | 20  | RCA Natation |                        |             | 28 juin 2007  |
| -----   |               |           |     |              |                        |             |               |
| 32 s 61 | Sara El Bekri | 1987      | 21  | RCA Natation | Jeux olympiques        | Pékin       | 10 août 2008  |
| -----   |               |           |     |              |                        |             |               |
| 31 s 54 | Sara El Bekri | 1987      | 22  | RCA Natation | Championnats de France | Montpellier | 22 avril 2009 |

## Bassin de 25 mètres
| Temps    | Athlète       | Naissance | Âge | Club         | Compétition                | Lieu     | Date            |
| -------- | ------------- | --------- | --- | ------------ | -------------------------- | -------- | --------------- |
| 32 s 61  | Sara El Bekri | 1987      | 20  | RCA Natation |                            | Nîmes    | 9 décembre 2007 |
| -----    |               |           |     |              |                            |          |                 |
| 32 s 58  | Sara El Bekri | 1987      | 21  | RCA Natation |                            |          | 7 décembre 2008 |
| -----    |               |           |     |              |                            |          |                 |
| 32 s 56  | Sara El Bekri | 1987      | 21  | RCA Natation |                            |          | 7 décembre 2008 |
| 32 s 14, | Sara El Bekri | 1987      | 23  | RCA Natation | Championnats de France (f) | Chartres | 3 décembre 2010 |
| 32 s 04  | Sara El Bekri | 1987      | 23  | RCA Natation | Championnats de France (s) | Chartres | 5 décembre 2010 |
| 31 s 74  | Sara El Bekri | 1987      | 23  | RCA Natation | Championnats de France (f) | Chartres | 5 décembre 2010 |
| 31 s 69  | Sara El Bekri | 1987      | 24  | RCA Natation | Championnats de France (s) | Angers   | 4 décembre 2011 |
| 31 s 38  | Sara El Bekri | 1987      | 24  | RCA Natation | Championnats de France (f) | Angers   | 4 décembre 2011 |